# Ludwig Schnur

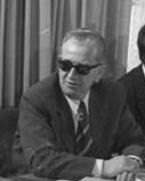
Ludwig Schnur (1973)

Ludwig Schnur, im Volksmund „de Fissääl Loui“ genannt (* 11. Juli 1909 in Mühlfeld, heute Teil der Gemeinde Nonnweiler; † 10. Januar 1997 in Püttlingen) war ein deutscher Politiker (CVP, ab 1959 CDU). Er war von 1955 bis 1980 Abgeordneter im saarländischen Landtag, ab 1975 dessen Präsident und von 1959 bis 1974 Minister in der Regierung des Saarlandes.

## Leben
Ludwig Schnur stammte aus einer saarländischen Arbeiterfamilie, sein Vater war Maschinenwärter. Nach dem 1935 abgelegten Abitur absolvierte er bei der Saarbrücker Zeitung ein zweijähriges Volontariat. 1939 wurde er zur Wehrmacht eingezogen und war bis zum Ende des Zweiten Weltkriegs aktiver Soldat (ab 1942 als Offizier). Nach Kriegsende 1945 war er kurze Zeit in Kriegsgefangenschaft. Nach seiner Entlassung aus der Gefangenschaft wurde Schnur Leiter des Wohnungsamtes der Gemeinde Friedrichsthal (Saar) und amtierte von 1946 bis 1955 als Bürgermeister der Gemeinde. Von 1951 bis 1955 hatte er das Ehrenamt des stellvertretenden Vorsitzenden des Saarländischen Städte- und Gemeindetages inne.
Schnur wurde am 10. Juli 1975 mit dem Saarländischen Verdienstorden ausgezeichnet. Er war seit 1940 mit Maria Schu verheiratet, Vater von zwei Töchtern und lebte mit seiner Familie in Friedrichsthal, Saarbrücken, Kleinblittersdorf und Püttlingen. Nach seinem Tod wurde er in Püttlingen beigesetzt.

## Landtagsabgeordneter
Bei der Landtagswahl am 18. Dezember 1955 wurde Schnur als Abgeordneter der CVP in den Landtag des Saarlandes gewählt und gehörte diesem bis zum Ende der 7. Wahlperiode am 20. Mai 1980 an. Am 2. August 1957 benannte sich die CVP-Fraktion im Landtag in CSU-Fraktion um; am 19. April 1959 trat die CSU-Fraktion der CDU-Fraktion bei. Vom 14. Juli 1975 bis zum 20. Mai 1980 amtierte Schnur als Präsident des Saarländischen Landtags der 7. Wahlperiode. Als ältestes Mitglied des Landtags wäre ihm auch das Amt des Alterspräsidenten zugefallen, doch wegen seiner Kandidatur als Landtagspräsident verzichtete er auf das Amt.

## Mitglied der Landesregierung
Am 26. Februar 1959 trat Ludwig Schnur – bis zum 19. April 1959 noch CVP-Mitglied, danach der CDU angehörig – in die Regierung des Saarlandes (Kabinett Reinert II) ein. Bis zum 19. Juli 1965 amtierte er als Minister für Öffentliche Arbeiten und Wohnungsbau. Ab dem 17. Januar 1961 war Schnur gleichzeitig Minister des Innern, ein Amt, das er bis zu seinem Ausscheiden aus der Regierung Röder IV  am 19. Dezember 1973 ausübte.
Vom 9. Februar 1960 bis zum 17. Januar 1961 amtierte Schnur auch als Minister für Finanzen und Forsten im Kabinett Röder I.
Während seiner Amtszeit als Minister des Innern zeichnete er unter anderem im Jahr 1969 für das Verbot eines Bundesparteitages der NPD in Saarbrücken verantwortlich und setzte eine umfassende Gebiets- und Verwaltungsreform im Saarland um, die am 1. Januar 1974 in Kraft trat. Gegen erhebliche kommunale Widerstände setzte Schnur die Reform durch und erwarb sich in der Bevölkerung einen Namen als „Vater der Kommunalreform“. In den Jahren 1969 und 1970 hatte Schnur turnusgemäß den Vorsitz der Ständigen Konferenz der Innenminister und -senatoren der Länder inne.
Als Mitglied der saarländischen Landesregierung gehörte Schnur – vom 4. März 1959 bis zum 14. Juli 1970 als stellvertretendes, anschließend bis zum 23. Januar 1974 als ordentliches Mitglied – auch dem Bundesrat an. Vom 21. Dezember 1962 bis zum 22. Dezember 1966 amtierte er dort als Vorsitzender des Ausschusses für Innere Angelegenheiten.